# Беш-Текне (джерело)

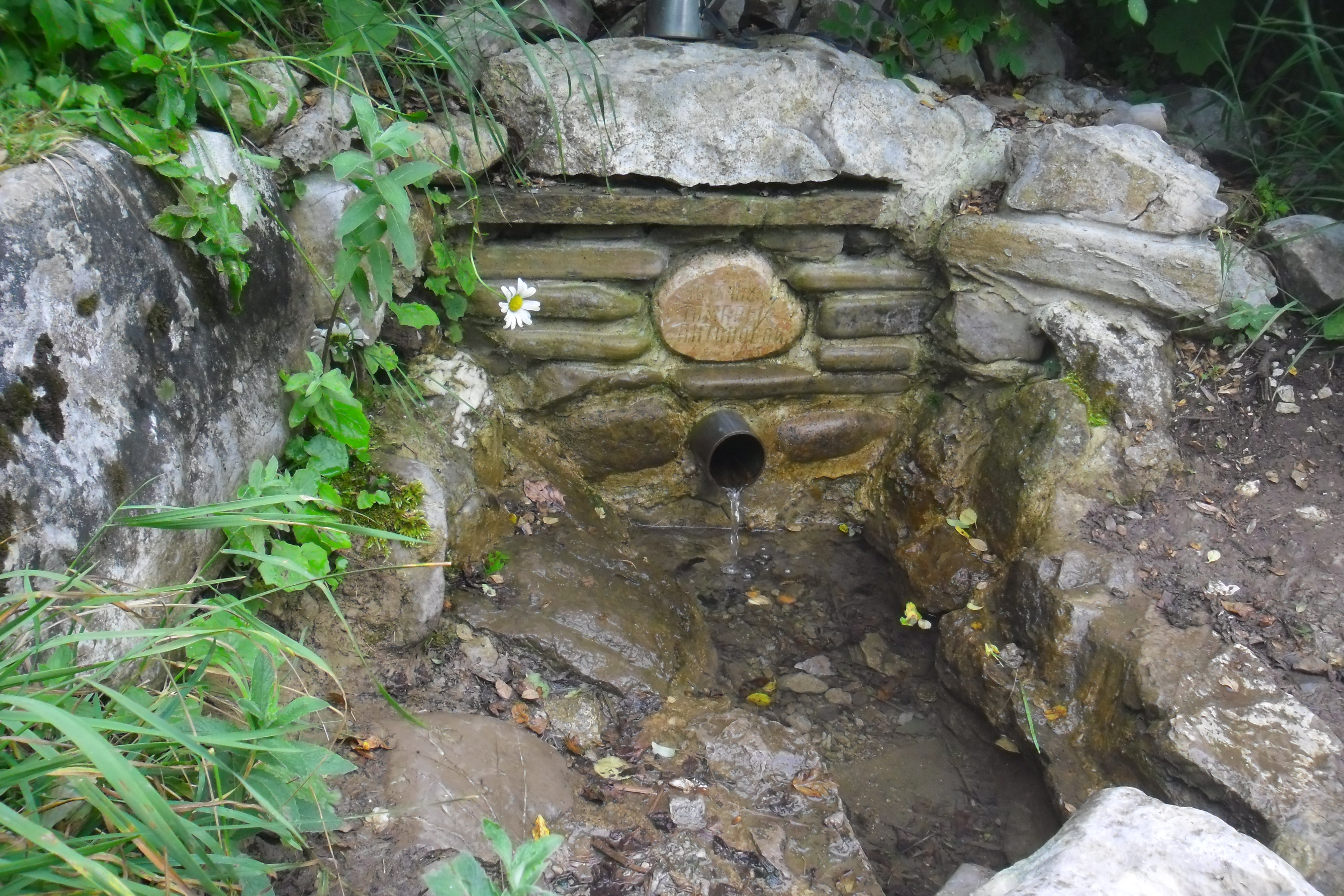
Джерело Беш-Текне-1.

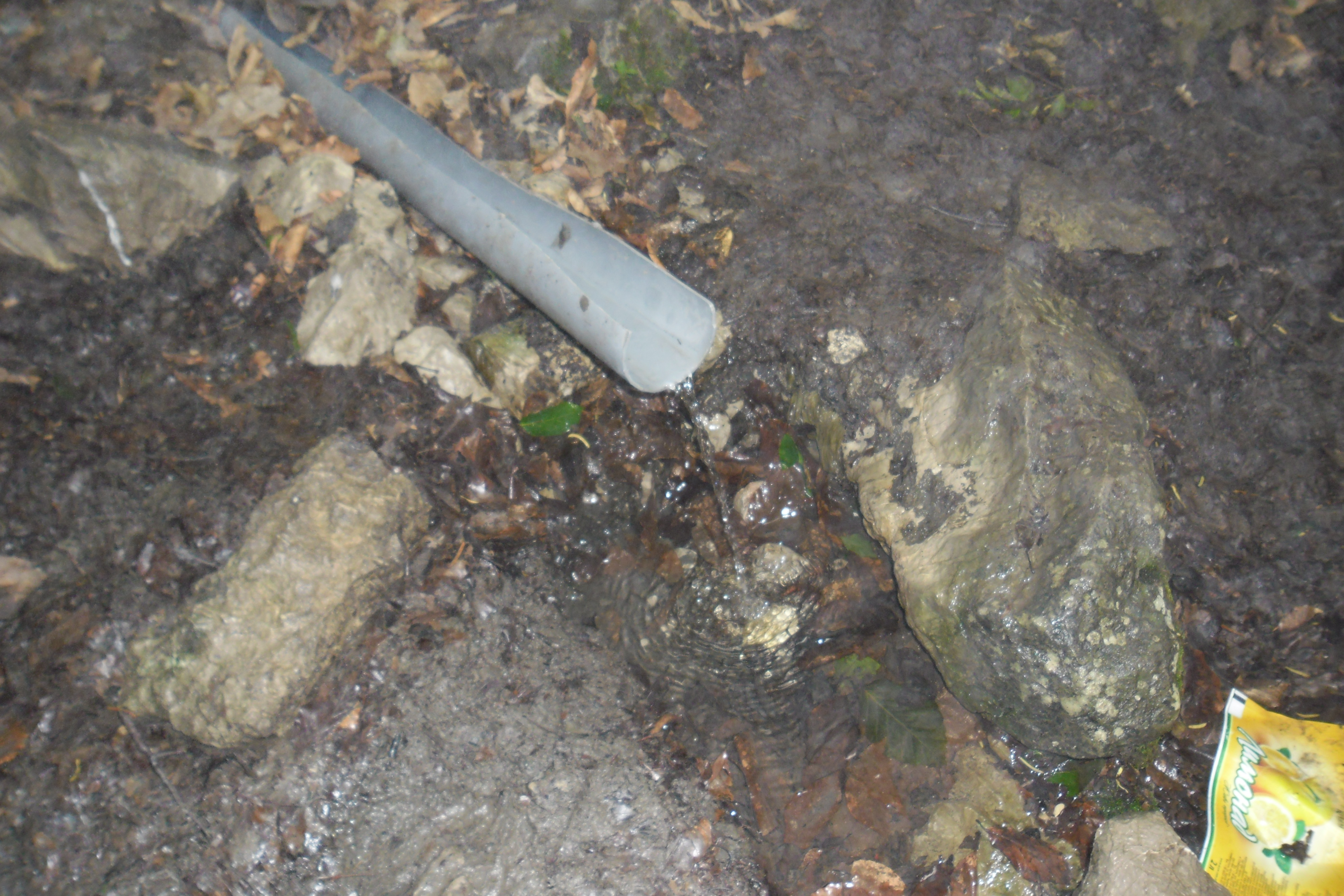
Джерело Беш-Текне-2.

Беш-Текне — назва декількох джерел в однойменному урочищі, Крим.
- Головне джерело урочища Беш-Текне носить назву Беш-текне-1. Воно каптоване і розташовується під західним схилом вершини Ат-Баш, за півкілометра від гірського перевалу.

- Джерело Беш-текне-2 знаходиться в 100 метрах від першого, поряд з дорогою.

- Беш-текне-3 (або джерело Тамари) розташовується біля східних околиць долини, в низині, біля соснового лісу. Біля цих джерел знаходиться туристична стоянка «Беш-текне».

Якщо три попередні джерела розташовуються у верхів'ях улоговини, то інші два випливають з її низин.
- Беш-текне-4 і Беш-текне-5 розташовані на південних бортах улоговини. Вони живлять підземне сховище, вода з якого призначена для потреб загону стеження ППО (знаменитих Ай-Петринських куполів). Кожне джерело знаходиться всередині закритого залізними дверима каптажу. У весняний період, вода витікає з каптажів і живить два невеликих озерця, розташованих біля західних околиць долини. Невеликі гірські озера давно поросли тванню, проте все ще залишаються досить гарними.